# Heinrich Friedrich Füger

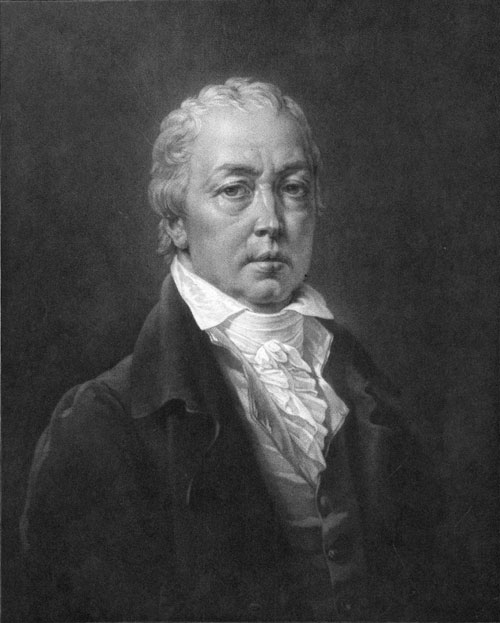
Heinrich Friedrich Füger

Heinrich Friedrich Füger (Heilbronn, 8 de dezembro de 1751 — Viena, 5 de novembro de 1818) foi um dos mais conhecidos e influentes pintores do classicismo alemão.
Foi aluno de Nicolas Guibal na Academia de Artes de Ludwigsburg e de Adam Friedrich Oeser, professor de desenho de Wolfgang von Goethe, em Leipzig. Passou algum tempo em Roma e em Nápoles onde pintou afrescos no palácio de Caserta. 